# Tijgerplatworm
De tijgerplatworm (Girardia tigrina) is een platworm (Platyhelminthes). De worm is tweeslachtig. De soort leeft in of nabij zoet water in Noord-Amerika, Mexico en Brazilië. De soort is geïntroduceerd in Europa en leeft daar als exoot in een groot gebied, zowel in continentaal Europa als op de Britse Eilanden.
Het geslacht Girardia, waarin de platworm wordt geplaatst, wordt tot de familie Dugesiidae gerekend. De wetenschappelijke naam van de soort werd, als Planaria tigrina, voor het eerst geldig gepubliceerd in 1850 door Charles Frédéric Girard. De naam bleek naderhand dezelfde soort aan te duiden als de eerder ongeldig gepubliceerde naam Planaria maculata Leidy, 1847, non Fabricius, 1826, nec Darwin, 1844, nec Dalyell, 1853.

## Synoniemen
- Planaria tigrina Girard, 1850
  - Euplanaria tigrina (Girard, 1850)
  - Dugesia tigrina (Girard, 1850)
- Planaria maculata Leidy, 1847
  - Euplanaria maculata (Leidy, 1847)
  - Dugesia maculata (Leidy, 1847)
- Planaria lata Sivickis, 1923[2]
  - Euplanaria lata (Sivickis, 1923)
  - Dugesia lata (Sivickis, 1923)
- Euplanaria novangliae Hyman, 1931